# Jachnowo (rejon bieżanicki)
Jachnowo (ros. Яхново) – wieś (ros. деревня, trb. dieriewnia) w zachodniej Rosji, w wołoście Luszczikskaja (osiedle wiejskie) rejonu bieżanickiego w obwodzie pskowskim.

## Geografia
Miejscowość położona jest 5,5 km od centrum administracyjnego osiedla wiejskiego (Luszczik), 3,5 km od centrum administracyjnego rejonu (Bieżanice), 129 km od stolicy obwodu (Psków).
W granicach miejscowości znajduje się ulica Mielioratiwnaja.

## Demografia
W 2010 r. miejscowość zamieszkiwała 1 osoba.